# Синюков, Владимир Николаевич
Владимир Николаевич Синюков (род. 24 июля 1957, Запорожье) — советский и российский учёный-правовед, доктор юридических наук, профессор, начальник Саратовского юридического института МВД России (2001—2008), министр культуры Саратовской области (2009—2012), проректор по научной работе Московского государственного юридического университета имени О. Е. Кутафина. Генерал-майор милиции в отставке. Заслуженный деятель науки РФ.

## Биография
Владимир Николаевич Синюков родился 24 июля 1957 года в городе Запорожье.
- 1978 год — окончил Саратовский юридический институт имени Д. И. Курского.
- 1978 год — 1980 год — служба в вооруженных силах СССР.
- 1980 год — 1982 год — следователь Пугачёвской межрайонной прокуратуры Саратовской области.
- 1982 год — 1985 год — учёба в аспирантуре Саратовского юридического института имени Д. И. Курского.
- 1985 год — защитил диссертацию на соискание учёной степени кандидата юридических наук на тему «Юридические факты в системе общественных отношений» в Свердловском юридическом институте имени Р. А. Руденко.
- 1985 год — 1996 год — на научно-педагогической работе в системе учебных заведений МВД. В разное время старший преподаватель Саратовского отделения Московского филиала юридического заочного отделения Академии МВД СССР, доцент Саратовского отделения Высшей юридической заочной школы МВД СССР, доцент, старший научный сотрудник, профессор Саратовской высшей школы МВД России.
- 1995 год — защитил диссертацию на соискание учёной степени доктора юридических наук на тему «Российская правовая система: вопросы теории» в Саратовской государственной академии права.
- 1996 год — 1999 год — заместитель начальника Саратовского юридического института МВД России по научной работе.
- 1999 год — 2001 год — заместитель начальника СЮИ МВД России по учебной работе.
- 2001 год — 2008 год — начальник СЮИ МВД России.
- 2009 год — 2012 год — министр культуры Саратовской области.

Член авторского коллектива по написанию проекта Конституции РСФСР (руководитель профессор В. Т. Кабышев), признанного лучшим на конкурсе Конституционной комиссии Съезда народных депутатов РСФСР и награждённого почётной грамотой Председателя Верховного совета РСФСР (1991 год).
В настоящее время проректор Московского государственного юридического университета имени О. Е. Кутафина по научной работе.

## Награды
- Заслуженный деятель науки Российской Федерации (2004)
- Почётная грамота Президента Российской Федерации (2022)[4]
- Медали «За безупречную службу» I, II и III степени
- Медаль «200 лет МВД России»
- Медаль «За содействие органам наркоконтроля»
- Нагрудный знак «Почётный сотрудник МВД»
- Нагрудный знак «Отличник милиции»
- Благодарность Губернатора Саратовской области (6.2.2004)[5]

## Избранные публикации

### Авторефераты диссертаций
- Синюков В. Н. Юридические факты в системе общественных отношений. Автореф. дис. … канд. юрид. наук. — Свердловск, 1984. — 21 с.
- Синюков В. Н. Российская правовая система: вопросы теории. Автореф. дис. … д-ра. юрид. наук. — Саратов, 1995. — 37 с.

### Монографии, учебные пособия
- Синюков В. Н. Российская правовая система: введение в общую теорию. — Саратов: ГП «Полиграфист», 1994. — 494 с. — ISBN 5-85548-008-9.
- Синюков В. Н. Российская правовая система: введение в общую теорию. — 2-е изд. доп.. — М.: Норма, 2010. — 670 с. — ISBN 978-5-91768-079-8.
- Григорьев Ф. А., Синюков В. Н. Правовая система: вопросы правореализации. Учебное пособие. — Саратов: Издательство СВШ МВД России, 1995. — 155 с. — ISBN 5-7485-0067-1.
- Досюкова Т. В., Лапупина Н. Н., Синюков В. Н. Вопросы квалификации отдельных видов преступлений в постановлениях Пленума Верховного Суда и опубликованной судебной практике. Учебное пособие. — Саратов: Издательство СЮИ МВД России, 2002. — 204 с.
- Досюкова Т. В., Лапупина Н. Н., Синюков В. Н. Вопросы квалификации отдельных видов преступлений в постановлениях Пленума Верховного Суда и опубликованной судебной практике. Учебное пособие. — 2-е изд. доп.. — Саратов: Издательство СЮИ МВД России, 2005. — 232 с.
- Коллектив авторов. Курс лекций по теории государства и права / под общ. ред. А. В. Малько, Н. Т. Разгиельдеев. — Саратов, 1993. — 184 с.
- Коллектив авторов. Теория государства и права. Курс лекций / под общ. ред. А. В. Малько, Н. И. Матузов. — Саратов: Издательство СВШ МВД России, 1995. — 560 с.
- Коллектив авторов. Теория государства и права. Курс лекций / под общ. ред. А. В. Малько, Н. И. Матузов. — М.: Юристъ, 1997. — 672 с.

### Статьи
- Малько А. В., Синюков В. Н. Академическое правоведение и юридическое образование в России: аспекты интеграции // Правоведение : научный журнал. — 2010. — № 3. — С. 182—192.
- Матузов Н. И., Синюков В. Н. Исаков В. Б. Юридические факты в советском праве. — М.: Юрид. лит., 1984. — 144 с. (Рецензия) // Правоведение : научный журнал. — 1986. — № 3. — С. 112—114.
- Синюков В. Н., Синюкова Т. В. О развитии университетского и прикладного юридического образования в России // Государство и право : научный журнал. — 2010. — № 3. — С. 33—42.
- Синюков В. Н. О российской правоохранительной доктрине // Правовая политика и правовая жизнь : научный журнал. — 2010. — № 4. — С. 117—120.
- Синюков В. Н. О форме федерации в России // Государство и право : научный журнал. — 1993. — № 5. — С. 28—35.
- Малько А. В., Нырков В. В., Синюков В. Н. Правоохранительная система в современной России: состояние и стратегия развития // Современное общество и право : научный журнал. — 2011. — № 1 (2). — С. 41—50.
- Синюков В. Н. Опыт Саратовского юридического института по решению проблем перехода экспертно-криминалистических ВУЗов МВД России на инновационный путь развития // Судебная экспертиза : научный журнал. — 2008. — № 3 (15). — С. 5—16.
- Синюков В. Н. Реформа профессиональной подготовки в МВД в контексте модернизации правоохранительной системы // Правовая политика и правовая жизнь : научный журнал. — 2010. — № 1. — С. 169—174.

## Критика деятельности
В 2008 году В. Н. Синюков обвинялся в фальсификации сведений о научной и преподавательской деятельности, включённых в представление к награждению почётным званием «Заслуженный деятель науки Российской Федерации». Так, было установлено, что количество изданных Синюковым В. Н. научных работ было завышено минимум вдвое, кроме того не было подтверждено научное руководство написанием ряда кандидатских диссертаций и консультирование при написании докторских диссертаций.
По данному факту прокуратурой Саратовской области проводилась доследственная проверка, однако в возбуждении уголовного дела в отношении Синюкова В. Н. было отказано. При этом по заданию Генеральной прокуратуры РФ материал проверки в отношении Синюкова В. Н. был направлен на независимую проверку в прокуратуру Чувашской республики. В итоговом документе по результатам проверки указывалось:
«Необходимость оценки действий Синюкова, связанных с предоставлением данных для получения государственной награды, с точки зрения наличия в его действиях состава преступления, предусмотренного статьей 285 УК. Выводы об отсутствии у него личной заинтересованности представляются не вполне обоснованными, так как оцениваемые действия Синюкова направлены на получение государственной награды, которая сама по себе является признаком заинтересованности. Кроме того, эта награда представляет определенные материальные привилегии (ежемесячная надбавка к зарплате). Таким образом, изучение материалов показало, что не все имеющиеся в материалах проверки данные получили правовую оценку. Отказ в возбуждении уголовного дела… также представляется неполным, так как не дана оценка действиям Синюкова В. Н. о наличии в его действиях составов иных преступлений»

### Биография
- Публичное право сегодня // Синюков Владимир Николаевич
- Закония // Синюков Владимир Николаевич

### Интервью
- Владимир Синюков: «Это такая механически-мстительная, замкнутая позиция…»
- Министр Синюков считает, что «Саратов остается одним из источников, питающих культуру России»
- Интервью министра культуры Саратовской областной газете